# Christian Brix Møller
Christian Brix Møller (født 29. maj 1975) er en dansk politolog og diplomat, der er Danmarks ambassadør i Dhaka, Bangladesh. 
Christian Brix Møller er uddannet i statskundskab fra Aarhus Universitet i 2003. Efterfølgende har han blandt andet været souschef for HR i Udenrigsministeriet og souschef ved Danmarks ambassade i Vietnam. Han blev udnævnt til ambassadør i Bangladesh i september 2023.
Han var fra 1997 til 1999 formand for Radikal Ungdom, og var i 2001 folketingskandidat for Radikale Venstre i Vejle Amtskreds. Han opnåede ikke valg, men var stedfortræder for Elsebeth Gerner Nielsen 15. januar 2002-14. april 2002.